# Ignazio Marcello Gallo
Ignazio Marcello Gallo (Roma, 4 maggio 1924 – Torino, 6 agosto 2023) è stato un giurista e politico italiano.

## Biografia
Originario di Cosenza, frequentò da studente la facoltà giuridica torinese – assieme ad altri compagni divenuti poi illustri tra i quali Giovanni Conso e Rodolfo Sacco –, e tra i suoi maestri figurano Francesco Antolisei e Norberto Bobbio. Da laureato fu docente nell'Università di Urbino, poi di diritto penale presso l'Università di Torino e da ultimo professore emerito presso l'Università "La Sapienza" di Roma.
Negli anni di insegnamento all'ateneo torinese, formò un florido numero di allievi illustri (tra cui Carlo Federico Grosso, Guido Neppi Modona, Luciano Violante e Aldo Regina), che ne hanno onorato l'insegnamento con gli Studi in onore di Marcello Gallo.
Tra le opere principali, La teoria dell'azione "finalistica" nella più recente dottrina tedesca; Il concetto unitario di colpevolezza; Il dolo, oggetto e accertamento; Lineamenti di una dottrina sul concorso di persone nel reato; il suo manuale Diritto penale, parte generale e speciale, 2021, voll. 1, 2, 3, Torino.
Nel 1983 venne eletto senatore nelle file della Democrazia Cristiana, venendo poi riconfermato nel 1987: in quest'ultima legislatura presiedette la commissione parlamentare per il parere al governo sulle norme delegate relative al nuovo codice di procedura penale, dalla quale venne il definitivo via libera al codice Pisapia-Vassalli. Terminò il proprio mandato parlamentare nel 1992: non prima di ispirare la riforma imputativa colposa delle circostanze aggravanti di reato, L. n. 19/1990.
Gallo, già accademico dei Lincei, è morto nel 2023, quasi centenario.